# Psalidoprocne
Psalidoprocne – rodzaj ptaków z rodziny jaskółkowatych (Hirundinidae).

## Występowanie
Rodzaj obejmuje gatunki występujące w Afryce.

## Morfologia
Długość ciała 11–17 cm, masa ciała 10–14 g.

## Systematyka

### Etymologia
Greckie ψαλις psalis, ψαλιδος psalidos – nożyce; Procne lub Prokne, w mitologii greckiej żona Tereusa zamieniona w jaskółkę. W ornitologii procne oznacza zarówno jaskółkę jak i jerzyka.

### Podział systematyczny
Do rodzaju należą następujące gatunki:
- Psalidoprocne nitens (Cassin, 1857) – żałobniczka równosterna
- Psalidoprocne fuliginosa Shelley, 1887 – żałobniczka górska
- Psalidoprocne albiceps P.L. Sclater, 1864 – żałobniczka białogłowa
- Psalidoprocne pristoptera (Rüppell, 1840) – żałobniczka sawannowa
- Psalidoprocne obscura (Hartlaub, 1855) – żałobniczka widłosterna